# 埃及突袭拉纳卡国际机场
1978年2月19日，埃及特种部队突袭塞浦路斯的拉纳卡国际机场，企图干预一起劫持事件。早些时候，两名刺客杀害了埃及著名报纸编辑尤素福·西巴伊，然后将在尼科西亚参加会议的几名阿拉伯人扣押为人质。当塞浦路斯军队试图在机场与劫持人质者谈判时，埃及军队未经塞浦路斯授权发动了突袭。未经授权的军事行动到导致埃及和塞浦路斯双方发生交火，20多名埃及突击队被打死打伤。事件发生后，埃及和塞浦路斯的外交关系中断了几年。

## 背景
1973年第四次中东战争结束后，当时的埃及总统萨达特意识到单独的通过战争无法战胜以色列，于是开始谋求与以色列和解。尤素福·西巴伊是埃及的文化部长，著名的作家和记者，也是总统萨达特的好友，他支持阿拉伯与以色列之间的和解，通过他的努力埃及和以色列建立了外交关系，并在两国之间建立起了安全区。但是阿拉伯激进分子视他们为阿拉伯的叛徒。

## 人质劫持事件
1978年2月18日深夜，尤素福·西巴伊在塞浦路斯尼科西亚希尔顿酒店举行的一次会议上被两名枪手暗杀。这两名暗杀者将16名阿拉伯参会代表扣为人质（其中包括两名巴解组织代表和一名埃及公民），随后劫持者要求塞浦路斯政府将他们送往拉纳卡国际机场并提供一架塞浦路斯航空的道格拉斯DC-8飞机。经过谈判后，劫持者获准与11名人质和4名机组人员一起乘飞机飞走。但是由于吉布提、叙利亚和沙特阿拉伯等国都拒绝他们降落，几小时后他们被迫返回了塞浦路斯拉纳卡国际机场。人质中有巴解组织领导人亚西尔·阿拉法特的一名助手。阿拉法特打电话给塞浦路斯总统斯皮罗斯·基普里亚努，并提供一支12名由来自第17精锐保安部队成员组成的行动小队。基普里亚努接受并派遣了一架班机到贝鲁特去接他们。为了防止劫持事件恶化，该行动小队在躲在航站楼内劫持者视线外。后来，有报道称阿拉法特的人参与了对埃及突击队的枪击，但塞浦路斯官员坚称巴解组织的小队从未开枪。
据《时代》杂志报道，萨达特对其朋友被暗杀感到愤慨，阿拉法特打电话后不久，萨达特请求基普里亚努总统营救人质，并将恐怖分子引渡到开罗。 塞浦路斯总统作出回应，承诺亲自前往机场指挥救援行动和谈判。然而，萨达特从埃及闪电特种部队中派遣精锐人员乘坐C-130運輸機前往塞浦路斯。开罗只是通知基普里亚努“人们正在前往帮助营救人质”，并没有透露机组人员以及他们的意图。埃及飞机在塞浦路斯着陆后，埃及部队立即发动了全面进攻，其中3人乘坐一辆吉普车，约58名士兵（也有报道称为74人）步行奔向被劫持飞机。

## 双方交火
当埃及军队迅速向被劫持的DC-8飞机和包围飞机的塞浦路斯部队前进时，双方发生了交火。有报道称，塞浦路斯方面发出了一次或两次口头警告，要求埃及方面停止行动，返回飞机。在交火过程中，埃及吉普车被一枚火箭推进榴弹（RPG）击中，造成三名乘员死亡。塞浦路斯军队和埃及突击队在不到300米的射程内相互对峙，但是埃及军队没有任何形式的掩护，俯卧在停机坪上射击。此时，两支部队相互猛烈交火，塞浦路斯用一枚106毫米反坦克导弹向埃及C-130運輸機开火，击中其机头，杀死机上三名机组人员。
飞机被毁后，埃及部队和塞浦路斯部队在露天停机坪上进行了近一个小时的零星交火。一些埃及军人在附近一架空的法国航空的飞机上寻求躲避。
冲突发生时，塞浦路斯总统基普里亚努正在机场控制塔上注视事态的发展，当埃及突击队用自动步枪向塔楼开枪时，他被迫从窗口后退并采取掩护行动。

## 后续
埃及突击队意识到任务已经彻底失败无法完成后，选择了向塞浦路斯方面投降。冲突中埃及突击队有15人被打死，3名C-130机组人员丧生。据报道，估计还有15名埃及突击队员因枪伤被送往拉纳卡总医院。
冲突发生后，两名劫持者向塞浦路斯方面投降，后来被引渡到埃及，在那里他们被判处死刑，后来被减为无期徒刑。
2月20日，埃及召回其驻塞浦路斯的外交使团，并要求塞浦路斯政府也同样撤回驻开罗的外交人员。塞浦路斯要求埃及武官撤出。事件发生后，埃及和塞浦路斯断绝了多年的政治联系，直到1981年埃及总统萨达特遇刺。
塞浦路斯总统基普里亚努提出和解并道歉，但坚持认为塞浦路斯不可能允许埃及方面采取行动。叙利亚和利比亚等其他阿拉伯国家谴责埃及的行动。
这场灾难的后果导致埃及政府在埃及闪电特种部队内成立了一个专门的反恐单位。七年后，他们将被派往马耳他执行类似的任务，突袭一架被劫持的埃及客机，那次行动导致数十名乘客死亡。